# Сельское поселение «Село Милотичи»
Сельское поселение «Село Милотичи» — упразднённое в 2013 году муниципальное образование в составе Барятинского района Калужской области России.
В 2013 году сельские поселения «Деревня Асмолово», «Село Милотичи» и «Посёлок Мирный» — объединены в сельское поселение «Деревня Асмолово»
Центр — село Милотичи. На территории сельского поселения расположено Общество с ограниченной ответственностью «Фили/Н-Агро». Форма собственности — частная. Хозяйство образовано в 2002 году. Направление хозяйства — мараловодство (получение сырья для производства лекарственного препарата — пантокрин). Площадь сельскохозяйственных угодий 2524 га. Посевы зерновых занимают 596 га, посевы кормовых культур — 497 га. Поголовье маралов составляет 920 голов. В хозяйстве работает 32 человека. Перспективное направление — мясное животноводство. Получено сырого панкреатина в 2008 году 804 кг, 2009 год — 1224 кг, 2010 год — 1310 кг.
На территории сельского поселения население содержит личные подсобные хозяйства. Основное направление личных подсобных хозяйств — выращивание и реализации овощной и мясной продукции. 
На территории муниципального образования «Сельское поселение село Милотичи» проживают 172 человека. Население на территории сельского поселения распределено неравномерно. Основное население сосредоточено в поселке Киевский. На 01.01.2012 г. численность населения распределяется следующим образом. В поселке Киевский зарегистрировано 90 человек. В селе Милотичи — 35 чел, в деревне Каменка — 30 чел, в деревне Подлосинка 4 чел, п. Купчий — 3 чел., деревне Костеевка — 10 чел.
На территории муниципального образования «Сельское поселение село Милотичи» находятся учреждения социальной направленности: СДК и филиал библиотеки.
Поселок Киевский и часть села Милотичи обеспечены водоснабжением из водопроводных сетей, общая протяженность которых составляет 3,7 километров. Имеются колодцы, находящиеся в личном пользовании. Протяженность дорог, находящихся на территории сельского поселения, составляет 7,5 км, из которых щебень — 1.2 км, грунт −6.3 км.
На территории сельского поселения проходит газопровод. Протяженность газовой сети составляет 3,9 км. В селе Милотичи и поселке Киевский газифицировано 60 домовладений. 

## Население
| 2010 | 2012 | 2013 |
| ---- | ---- | ---- |
| 185  | ↗191 | ↘187 |

## Состав
В поселение входят 6 населённых мест:
- село Милотичи
- деревня Каменка
- поселок Киевский
- деревня Костеевка
- поселок Купчий
- деревня Подлосинка